# Arcwaszen
Arcwaszen (orm. Արծվաշեն, azer. Başkənd, daw. Baszkiend) – miejscowość we wschodniej  Armenii, należąca do prowincji Gegharkunik, będąca enklawą na terytorium Azerbejdżanu. Od 1992 roku, gdy podczas wojny o Górski Karabach miasto zostało zdobyte przez wojska azerbejdżańskie, Arcwaszen pozostaje pod okupacją tego kraju.
Według danych armeńskiego urzędu statystycznego w 2001 roku miasto było niezamieszkane.